# Hermann Gustav Held
Hermann Gustav Held (* 5. August 1830 in Leipzig; † 20. Dezember 1894 in Dresden) war ein deutscher Jurist, Geheimer Rat und Generalstaatsanwalt im Königreich Sachsen.

## Leben und Wirken
Er war der Sohn des Juristen und späteren Justizministers Sachsens sowie Vorsitzenden des sächsischen Gesamtministeriums und Geheimen Rats Gustav Friedrich Held. Nach dem Studium der Rechtswissenschaft an der Universität Leipzig trat er 1851 beim Justizamt Dresden in den sächsischen Staatsdienst ein. Später war er als Geheimer Justizrat beim Königlich Sächsischen Staatsministerium Staatsanwalt u. a. an der Ausarbeitung der neuen Ausführungsverordnung zur Strafprozessordnung von 1879 beteiligt. Zuvor hatte er 1870 seine „Bemerkungen zu dem Entwurfe eines Strafgesetzbuches für den Norddeutschen Bund“ vorgelegt.
Nach dem Ausscheiden des Ersten Staatsanwalts Friedrich Oskar von Schwarze wurde er am 1. April 1885 dessen Nachfolger und blieb bis zu seinem Tod 1894 im Amt. Seine Beisetzung fand auf dem Trinitatisfriedhof in Dresden statt.
Sein Enkel war der spätere Mediziner und Hochschullehrer Richard Böhmig.